# NGC 5066
NGC 5066 = NGC 5069 ist eine 13,5 mag helle Spiralgalaxie vom Hubble-Typ Sa im Sternbild Jungfrau auf der Ekliptik. Sie ist schätzungsweise 121 Millionen Lichtjahre von der Milchstraße entfernt und hat einen Durchmesser von etwa 25.000 Lichtjahren.
Im selben Himmelsareal befindet sich u. a. die Galaxie IC 4216.
Das Objekt wurde am 30. Mai 1864 vom deutschen Astronomen Albert Marth (geführt als NGC 5066) entdeckt und im Jahr 1886 vom US-amerikanischen Astronomen Ormond Stone mit einem 26-Zoll-Refraktor wiederentdeckt (und geführt als NGC 5069).